# Río Tuparro
El Tuparro es un río del este de Colombia y un afluente del margen izquierdo del Orinoco. Este río dio su nombre al parque nacional natural El Tuparro.